# Grammaire du cinéma
Grammaire du cinéma est un ouvrage documentaire coécrit par la scénariste Marie-France Briselance et le réalisateur Jean-Claude Morin, publié en 2010 par les éditions Nouveau Monde.
Les auteurs affirment notamment que le premier film de l'histoire du cinéma n'est pas La Sortie de l'usine Lumière à Lyon réalisé en 1895 pour le Cinématographe des frères Lumière, mais Dickson Greeting (Le Salut de Dickson), réalisé en 1891 pour le Kinétoscope d'Edison. 
Le livre comprend deux parties, « une première qui retrace comment les cinéastes ont inventé les 29 points de grammaire de 1891 à 1908 et une seconde qui étudie comment ils ont développé les points de grammaire de 1909 à aujourd'hui ».

## Publications
- Marie-France Briselance et Jean-Claude Morin, Grammaire du cinéma, Paris, Nouveau Monde, coll. « Cinéma », 2010, 588 p. (ISBN 978-2-84736-458-3 et 978-2-36583-577-0, DOI 10.14375/NP.9782847364583, présentation en ligne).